# Kenzaburó Óe

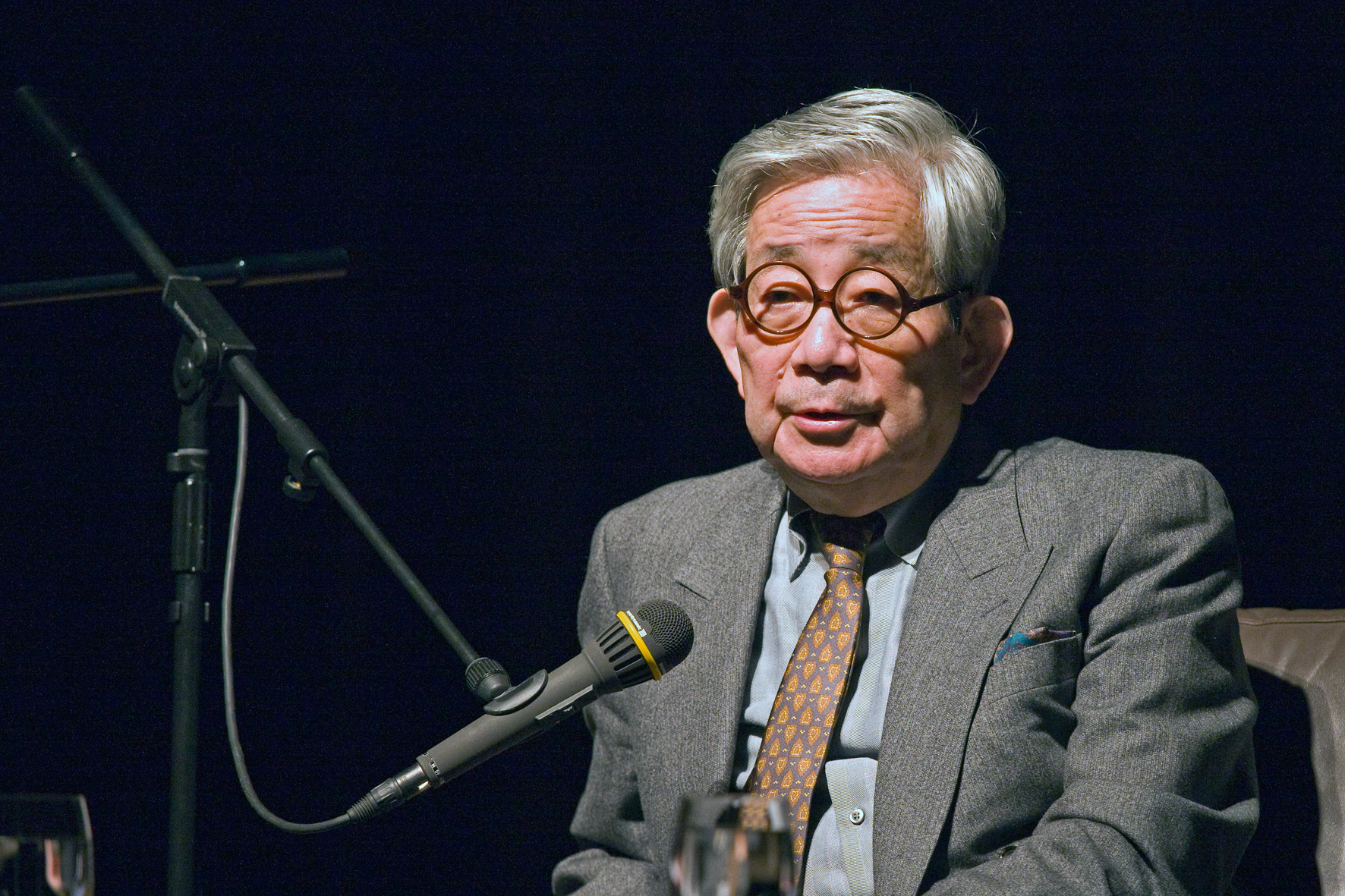
Kenzaburó Oe

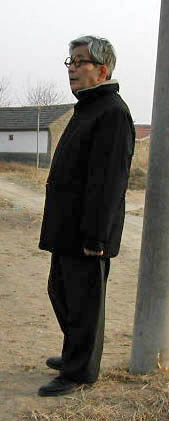
Kenzaburó Óe

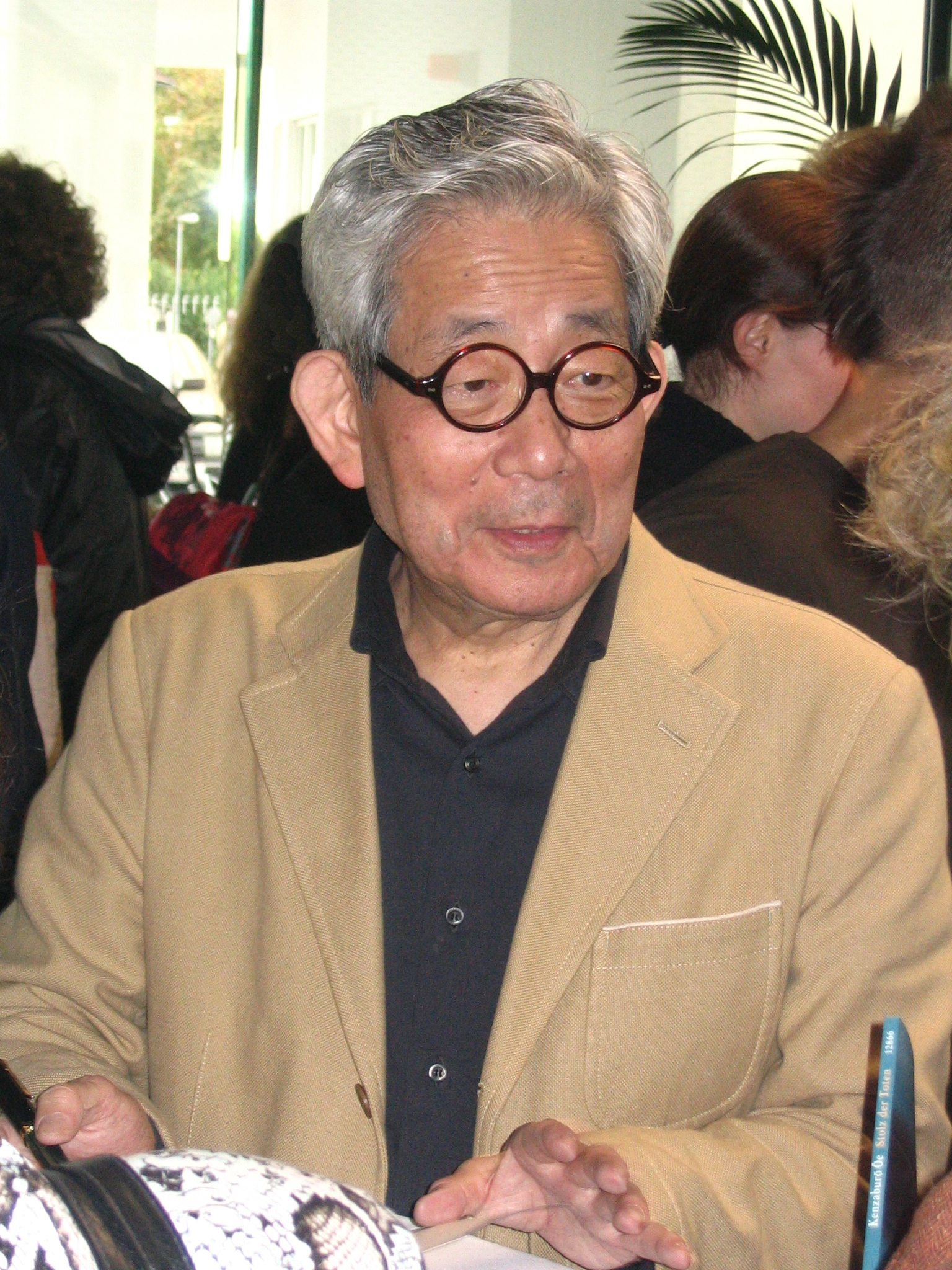
Kenzaburó Óe

Kenzaburó Óe (japonsky 大江 健三郎, Óe Kenzaburó; 31. ledna 1935 Óse – 3. března 2023) byl japonský spisovatel. Po Jasunari Kawabatovi je druhým japonským nositelem Nobelovy ceny za literaturu; obdržel ji roku 1994.

## Život a dílo
Narodil se v odlehlé horské vesnici Óse (dnes součást města Učiko) v prefektuře Ehime na ostrově Šikoku. V roce 1954 začal studovat na Tokijské univerzitě francouzskou literaturu. Byl silně ovlivněn Jeanem-Paulem Sartrem, o jehož díle napsal disertační práci a se kterým se i později osobně seznámil při svých cestách po Evropě. Roku 1960 se oženil a navštívil Čínu, kde se sešel s Mao Ce-tungem. Narození mentálně postiženého syna roku 1963 změnilo jeho životní hodnoty i způsob psaní. V šedesátých letech navštívil kromě Francie také Sovětský svaz. Politicky se angažuje na straně japonské levice.
Ve svých prvních povídkách a novelách zobrazil deziluzi poválečné generace japonské mládeže a hned si získal uznání kritiky. Za povídku „Chov“ (Šiiku) obdržel roku 1958 prestižní Akutagawovu cenu. Jeho sloh byl naturalistický, nevyhýbal se tabuizovaným stránkám lidského života. V 60. letech se v jeho dílech projevuje reflexe problematiky atomových zbraní. Zabývá se i problematikou ekologie. V roce 1967 obdržel Tanizakiho literární cenu za román Němý výkřik (Mannen gannen no futtobóru, česky vydal Vyšehrad, 2024). Roku 1994 mu byla udělena Nobelova cena za literaturu jako spisovateli, „který poetickou silou vytváří imaginární svět, v němž se život a mýtus spojují ve zhuštěný, otřesný obraz údělu člověka naší doby“ (citace z odůvodnění Švédské akademie). Dále bylo při udělování ceny konstatováno, že „Óe uspěl především v tom, jak si dokázal proklestit cestu věcmi soukromými, aby ve smyšleném světě, který vynalézavě propracovává, vyjádřil, co je lidem společné.“
Po obdržení Nobelovy ceny prohlásil, že nastal konec beletrie, a tudíž i on po dokončení trilogie Hořící zelený strom (Moeagaru midori no ki) v roce 1995 přestane psát beletristickou prózu. Přesto se na literární scénu ještě několikrát vrátil, když měl potřebu reagovat na situaci v japonské společnosti.

## Výběrová bibliografie
- Kimjóna šigoto (1957, 奇妙な仕事, Podivná práce), autorova první povídka
- Šiša no ogori (1957, 死者の奢り, Pýcha mrtvých); česky: ve výboru Chov (1999)
- Šiiku (1958, 飼育, Chov, česky: 1999), povídka vyprávějící drsný válečný příběh o zajetí černošského letce v japonské vesnici, za kterou autor obdržel prestižní Akutagawovu cenu.
- Memuširi kouči (1958, 芽むしり仔撃ち, Rvát výhonky a střílet mláďata), román o skupině dětí z nápravného ústavu pro mladistvé, kteří jsou za války evakuování do horské vesnice, kde je s nimi krutě a bezohledně zacházeno. Česky: ve výboru Chov (1999)
- Warera no džidai (1959,われらの時代, Naše doba), román, ve kterém autor pomocí sexuálních metafor vystihoval americkou okupaci Japonska.
- Sevuntín (1961, セヴンティーン, Seventeen, česky: 2011), novela o dospívajícím středoškolákovi, který těžce hledá cestu ze své osamělosti.
- Okuretekita seinen (1962, 遅れてきた青年, Mladík, který se opozdil, česky: 1978), román o chlapci, který snil o tom, jak bude čestně sloužit v císařské armádě a kterého zdrtil císařův projev o kapitulaci.
- Seiteki ningen (1963, 性的人間, Sexuální bytosti, česky: 2011), novela o partě filmařů, která přijíždí do přímořského letoviska natáčet experimentální film.
- Ničidžó seikacu no bóken (1964, 日常生活の冒険, Dobrodružství všedního života), próza, ve které shrnul své myšlenky a dojmy z cest do ciziny.
- Kodžintekina taiken (1964, 個人的な体験, Soukromá záležitost, česky: 2010), román napsaný jako zpověď mladého muže, který netuší, jak zásadně se mu změní život v momentě, kdy mu žena porodí postižené dítě.
- Sora no kaibucu Augí (1964, 空の怪物アグイー, Nebeská příšerka Aguí), novela s motivem šílenství
- Hirošima nóto (1965,ヒロシマ・ノート, Poznámky z Hirošimy), protijaderná próza
- Mannen gannen no futtobóru (1967, 万延元年のフットボール, Němý výkřik, česky: 2024), román, za který autor získal Tanizakiho literární cenu, psychologické drama dvou bratří vracejících se po letech z města do svého rodiště zapadlého v lesích.
- Warera no kjóki o ikinobiru miči o ošiejo (1969, われらの狂気を生き延びる道を教えよ, Nauč nás, jak vyrůst ze svého šílenství)
- Mizukara waga namida o nuguitamau hi (1972, みずから我が涙をぬぐいたまう日, Den, kdy sám otře mé slzy)
- Dóžidai gému (1979, 同時代ゲーム, Současná hra), román líčící tajnou utopickou komunitu skrytou v horách ostrova Šikoku.
- Kózui wa waga tamašii ni ojobi (1973, 洪水はわが魂に及び, Záplava sahá až k mé duši), povídka, za kterou autor obdržel Nomovu literární cenu.
- Šósecu no hóhó (1978, 小説の方法, Metody románu), eseje
- Reincurí o kiku onnatači (1982,「雨の木」を聴く女たち, Ženy naslouchající dešťovému stromu), sbírka próz zamýšlejících se nad problémy moderní civilizace i nad postavením žen v ní.
- M/T to mori no fušigi no monogatari (1985, M/Tと森のフシギの物語, M/T a podivné příběhy o lese)
- Nacukaší toši e no tegami (1987, 懐かしい年への手紙, Dopis letům, na něž rád vzpomínám), román
- Sukuinuši ga nagurareru made (1993,「救い主」が殴られるまで, Dokud Spasitel nedostane ránu), první díl románové trilogie Moeagaru midori no ki (燃えあがる緑の木, Hořící zelený strom) odehrávající se ve vesnici odříznuté od světa v lesích.
- Jureugoku - Vaširéšon (1994, 揺れ動く - ヴァシレーション, Kolébání – Vacillation), druhý díl trilogie
- Óinaru hi ni (1995, 大いなる日に, Veliký den), závěrečný třetí díl trilogie
- Čúgarei (1999, 宙返り, Přemet)
- Nihjaku nen no kodomo (2003, 二百年の子供, Dvousetleté dítě)
- Sajónara, wataši no hon jo (2005, さようなら、私の本よ!, Sbohem, mé knihy!), eseje

### Česká vydání
- Mladík, který se opozdil. Praha: Odeon, 1978. 394 s. Přeložila Vlasta Winkelhöferová.
- Chov. Praha: H & H, 1999. 309 s. ISBN 80-86022-40-4. Přeložil Ivan Krouský; kromě povídky „Chov“ kniha obsahuje román Rvát výhonky a střílet mláďata a povídky „Lidské ovce“, „Pýcha mrtvých“ a „Když jsem byl opravdu mladý“.
- Soukromá záležitost. V Praze: Plus, 2010. 198 s. ISBN 978-80-00-02586-5. Přeložil Michael Weber.
- Seventeen; Sexuální bytosti. V Praze: Plus, 2011. 190 s. ISBN 978-80-259-0039-0. Přeložil Michael Weber. (Seventeen s. 9–78, Sexuální bytosti s. 79–184.)

## Ceny
- 1958 – Akutagawova cena
- 1967 – Cena Džuničiróa Tanizakiho
- 1973 – Nomova cena za literární umění
- 1994 – Nobelova cena za literaturu